# Tianjin Tianhai Football Club
Maillots
Actualités
Le Tianjin Tianhai Football Club (en chinois : 天津天海足球俱乐部), plus couramment abrégé en Tianjin Tianhai, est un ancien club chinois de football fondé en 2006 et disparu en 2020, et basé dans la ville de Tianjin.
Le 12 mai 2020, en pleine crise de la pandémie du coronavirus et après une saison chaotique à cause d'un scandale lié aux anciens propriétaires du club, le club subit de graves problèmes financiers et doit déposer le bilan.

## Histoire

### 2006-2016: Création et évolution dans les bas fonds du football chinois
Le 6 juin 2006, la société locale du Tianjin Binhai Holdings Limited forme une nouvelle équipe de football basée à Hohhot appelée Hohhot Binhai. L'équipe évoluera au stade du peuple de Hohhot et prend part à la troisième division nationale dès 2007. Le 5 mai 2007, le Tianjin Songjiang Sports Culture Industry prend le contrôle du club. Après une cinquième place mitigée pour la première saison de son histoire, le club réalise des saisons 2008 et 2009 irrégulières.
Pour la saison 2010, le belge Patrick De Wilde est nommé entraîneur et permettra à l'équipe d'être promue en deuxième division.
Au début de la saison 2011, le club emménage dans le stade du Tianjin Olympic Center, avec une capacité de 55 000 places. Malgré ces grands réglages, l'équipe aura du mal au sein de la division et évite de peu la relégation à la fin de la saison. Patrick de Wilde quitte alors le club et est remplacé par le cousin du président. Au cours de la saison 2012, le club finira sixième de la ligue. Le club réalisera une saison 2013 elle aussi mauvaise. Le 23 juin 2014, le manager portugais Manuel Cajuda est nommé jusqu'à la fin de la saison. Le club commencera la saison suivante avec un nouveau manager, le croate Dražen Besek. Après une série de défaites, ce dernier est remplacé par un autre croate, Goran Tomić, qui rejoint le club le 12 mai 2015.
Le 7 juillet 2015, le Quanjian Nature Medicine reprend officiellement le club. Ce sera leur deuxième incursion dans le football chinois après que leur parrainage du Tianjin Teda FC, autre club de la ville de Tianjin, ait brusquement pris fin le 30 juin 2015 pour des affaires d'ingérence dans les transferts. Au début de la saison 2016, le club subit une refonte complète. Le club est rebaptisé Tianjin Quanjian, le logo est repensé, reflétant ainsi celui du Quanjian Nature Medicine. Les dirigeants firent par ailleurs venir l'entraîneur brésilien Vanderlei Luxemburgo avec des joueurs internationaux tels que les brésiliens Luís Fabiano (gratuitement), Jádson (pour 5 millions d'euros) ou le chinois Zhao Xuri (pour 4 millions d'euros). Le 22 octobre 2016, sous la direction de Fabio Cannavaro, le Tianjin Quanjian bat le Meizhou Hakka 3-0 et remporte le titre de China League One 2016, obtenant la première promotion de son histoire en Chinese Super League.

### 2017-2020: Un succès éphémère
Pour sa première saison en Super League, les dirigeants du Tianjin Quanjian voient très grand et signent plusieurs joueurs : le défenseur coréen Kwon Kyung-won (10 millions d'euros), le milieu de terrain belge de classe mondiale Axel Witsel (20 millions d'euros) ainsi que l'attaquant brésilien Alexandre Pato (18 millions d'euros). Ce dernier est d'ailleurs le meilleur buteur de l'histoire du club. Le club achètera par ailleurs, en cours de saison, l'attaquant français Anthony Modeste pour un prêt payant de 6 millions d'euros avec option d'achat de 29 millions d'euros. Le joueur est alors au sommet de sa forme avec 25 buts marqués durant la saison 2016-2017 de Bundesliga (finissant meilleur buteur derrière Robert Lewandowski ainsi que Pierre-Emerick Aubameyang). Le club finira ainsi à la troisième place et se qualifiera en Ligue des champions de l'AFC pour la saison suivante, accédant ainsi pour la première fois à un tournoi continental.
La saison 2018 est, elle, intéressante. Bien que le club ait fini à la neuvième place du championnat, le club a cependant réussi à se qualifier jusqu'en quarts de finale de la Ligue des champions de l'AFC 2018. Le club a même éliminé, en huitièmes de finale, le Guangzhou Evergrande, qui règne en maître sur le football chinois.
Le groupe Quanjian est cependant accusé de marketing illégal à plusieurs niveaux en décembre 2018. Après l'arrestation du propriétaire du groupe Quanjian, Shu Yuhui, la fédération a demandé à la Fédération locale de reprendre les rênes du club et a changé son nom pour Tianjin Tianhai en janvier 2019. Le club est, plus tard dans la saison, racheté par le groupe chinois Vantone Holdings. Affaibli après avoir perdu la plupart de ses meilleurs joueurs à cause du scandale, le club finit à la 14ème place du championnat pour la saison 2019, à une place et quatre points de la relégation.
Malheureusement, le 12 mai 2020, en pleine crise du coronavirus et des problèmes au sein de la direction, le club subit de graves problèmes financiers et doit déposer le bilan.

## Palmarès
| Compétitions nationales                                                                              |
| --- |
| - Championnat de Chine D2 (1) : - Champion : 2016. - Championnat de Chine D3 - Vice-champion : 2010. |

## Personnalités du club

### Entraîneurs du club
Le tableau suivant présente la liste des entraîneurs du club depuis 2007.
| Rang | Nom                   | Période   |
| ---- | --------------------- | --------- |
| 1    | Han Jinming           | 2007      |
| 2    | Zhang Xiaorui         | 2008-2009 |
| 3    | Hao Haidong (intérim) | 2010      |
| 4    | Patrick De Wilde      | 2010-2011 |
| 5    | Hao Haitao            | 2012      |

| Rang | Nom                     | Période   |
| ---- | ----------------------- | --------- |
| 6    | Pei Encai               | 2013      |
| 7    | Zhang Xiaorui (intérim) | 2013      |
| 8    | Gianni Bortoletto       | 2014      |
| 9    | Manuel Cajuda           | 2014      |
| 10   | Dražen Besek            | 2014-2015 |

| Rang | Nom                   | Période   |
| ---- | --------------------- | --------- |
| 11   | Sun Jianjun (intérim) | 2015      |
| 12   | Goran Tomić           | 2015      |
| 13   | Vanderlei Luxemburgo  | 2015-2016 |
| 14   | Fabio Cannavaro       | 2016-2017 |
| 15   | Paulo Sousa           | 2017-2018 |

| Rang | Nom                    | Période   |
| ---- | ---------------------- | --------- |
| 16   | Shen Xiangfu (intérim) | 2018      |
| 17   | Park Choong-kyun       | 2018      |
| 18   | Choi Kang-hee          | 2018-2019 |
| 19   | Choi Kang-hee          | 2019      |
| 20   | Park Choong-kyun       | 2019-2020 |

### Joueurs notables du club
- Luís Fabiano
- Jádson
- Alexandre Pato
- Júnior Moraes
- Renatinho
- Axel Witsel
- Anthony Modeste
- Alan Carvalho

## Image et identité du club

### Écusson

Hohhot Binhai  (2006-2007)
Tianjin Songjiang  (2008-2015)
Tianjin Quanjian  (2016-2019)